# Robert Pring-Mill
Robert Pring-Mill (* 11. September 1924 in Stapleford Tawney, Epping Forest (District); † 7. Oktober 2005 in Oxford) war ein britischer Romanist, Hispanist und Katalanist schottischer Abstammung.

## Leben und Werk
Robert Duguid Forrest Pring-Mill lebte ab dem  Alter von sieben Jahren mit seiner Familie auf Mallorca. Ab 1941 leistete er Kriegsdienst in Burma. Ab 1948 studierte und ab 1952 lehrte er in Oxford, von 1965 bis zu seiner Pensionierung 1988 als Fellow des St Catherine’s College und Professor für spanische und lateinamerikanische Literatur.
Lateinamerika galt seit einer ersten Reise 1949 Pring-Mills besonderes Interesse. Mit Pablo Neruda und Ernesto Cardenal war er befreundet. Neruda verhalf er 1965 zu einem Oxforder Ehrendoktorat (das den Weg ebnete für den Nobelpreis von 1971).
Pring-Mill war seit 1988 Mitglied der British Academy. Er war Offizier im Orden Bernardo O’Higgins (1992).

## Werke
- Outline of a background to the Chinese triad societies, Kuala Kangsar 1946
- (Hrsg. mit Cyril Albert Jones) Advanced Spanish Unseens, London 1958
- (Hrsg.) Lope de Vega, Five plays, New York 1961
- El microcosmos lul•lià, Oxford 1961 
  - deutsch: Der Mikrokosmos Ramon Llulls. Eine Einführung in das mittelalterliche Weltbild, Stuttgart 2001
  - italienisch: Il microcosmo lulliano, Rom 2007
  - französisch: Le microcosme lullien. Introduction à la pensée de Raymond Lulle, Fribourg/Paris 2008
- A Estudis sobre Ramon Llull. El número primitivo de las dignidades en el Arte general, Oxford 1963
- (Übersetzer)  Ernesto Cardenal, Marilyn Monroe, and other poems, London 1975
- (Übersetzer) Pablo Neruda. A basic anthology, Oxford 1975
- Gracias a la vida. The power and poetry of songs, London 1990
- Estudis sobre Ramon Llull, 1956-1978, hrsg. von Lola Badia i Albert Soler, Barcelona 1991
- Calderón. Estructura y ejemplaridad, hrsg. von Nigel Griffin, Woodbridge 2001